# American Association (XIXe siècle)
Pour les articles homonymes, voir Association américaine.

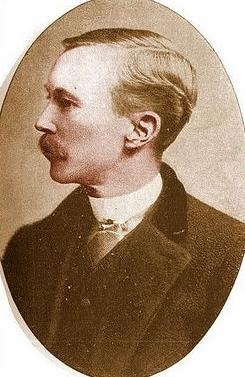
Oliver Perry Caylor (1849-1897) - l'un des initiateurs de l'American Association.

L’American Association (AA) était une fédération de clubs professionnels de baseball formée aux États-Unis. Elle fut créée en 1882 et cessa ses activités en 1891. Elle possède le statut de « ligue majeure » et une finale opposa de 1884 à 1891 les champions de l'AA à ceux de la Ligue nationale : les World's Championship Series. La reprise du terme World Series pour nommer la grande finale du championnat de baseball après 1901 trouve son origine ici.

## Histoire
Montée par fabricants de boissons alcoolisées, la ligue hérita du surnom de The Beer and Whisky League. À l'époque, la vente d'alcool était interdite sur les terrains de la Ligue nationale. 
Formée avec six franchises en 1882, la ligue accueille deux nouvelles formations dès 1883 puis atteint son maximum de douze équipes en 1884. Retour à huit en 1885.

## Palmarès
- 1882 : Red Stockings de Cincinnati
- 1883 : Athletics de Philadelphie
- 1884 : Metropolitans de New York
- 1885 : Browns de Saint-Louis
- 1886 : Browns de Saint-Louis
- 1887 : Browns de Saint-Louis
- 1888 : Browns de Saint-Louis
- 1889 : Bridegrooms de Brooklyn
- 1890 : Colonels de Louisville
- 1891 : Reds de Boston

## Franchises de l'American Association
| - Orioles de Baltimore (1882-1891) - Red Stockings de Cincinnati (1882-1889) - Eclipse de Louisville (1882-1884) - Athletics de Philadelphie I (1882-1890) - Athletics de Philadelphie II (1891) - Alleghenys de Pittsburgh (1882-1886) - Brown Stockings (Browns) de Saint-Louis (1882-1891) - Buckeyes de Columbus (1883-1884) - Metropolitans de New York (1883-1887) - Atlantics/Grays/Bridegrooms de Brooklyn (1884-1889) - Hoosiers d'Indianapolis (1884) - Richmond Virginians (1884) - Nationals de Washington (1884) |  | - Colonels de Louisville (1885-1891) - Spiders de Cleveland (1887-1888) - Cowboys de Kansas City (1888-1889) - Solons de Columbus (1889-1891) - Gladiators de Brooklyn (1890) - Broncos de Rochester (1890) - Stars de Syracuse (1890) - Maumees de Toledo (1890) - Reds de Boston (1891) - Porkers de Cincinnati (1891) - Brewers de Milwaukee (1891) - Statesmen de Washington (1891) |

## Présidents de l'AA
- H.D. McKnight 1882-1885
- Wheeler C. Wyckoff  1886-1889
- Zach Phelps  1890
- Louis Kramer  1891
- Ed Renau  1891
- Zach Phelps  1891